# The Angels
The Angels foram um girl group norte-americano que teve muitos hits nos anos sessenta.

## Singles
Starlets
- "P.S. I Love You" / "Where Is My Love Tonight" (1960) Astro 202 - U.S. #106
- "Romeo And Juliet" / "Listen For A Lonely Tambourine" (1960) Astro 204

Angels
- "Til" / "Moment Ago" (1961) Caprice 107  - U.S. #14
- "Cry Baby Cry" / "That's All I Ask Of You" (1962) Caprice 112 - U.S. #38
- "Everybody Loves A Lover" / "Blow, Joe" (1962) Caprice 116 - U.S. #103
- "I'd Be Good For You" / "You Should Have Told Me" (1962) Caprice 118
- "A Moment Ago" / "Cotton Fields" (1962) Caprice 121
- "Cotton Fields" / "Irresistible" (1963) Ascot 2139 - U.S. #119
- "My Boyfriend's Back" / "(Love Me) Now" (1963) Smash 1834 - U.S. #1
- "I Adore Him" / "Thank You And Goodnight" (1963) Smash 1854 - U.S. #25 and #84 (B side)
- "Wow Wow Wee (He's The Boy For Me)" / "Snowflakes And Teardrops" (1964) Smash 1870 - U.S. #41
- "Little Beatle Boy" / "Java" (1964) Smash 1885
- "Dream Boy" / "Jamaica Joe" (1964) Smash 1915
- "The Boy From 'Cross Town" / "A World Without Love" (1964) Smash 1931
- "What To Do" / "I Had A Dream I Lost You" (1967) RCA 9129
- "You'll Never Get To Heaven" / "Go Out And Play" (1967) RCA 9246
- "You're The Cause Of It" / "With Love" (1967) RCA 9404
- "The Modley" / "If I Didn't Love You" (1968) RCA 9541
- "The Boy With The Green Eyes" / "But For Love" (1968) RCA 9612
- "Merry Go Round" / "So Nice" (1968) RCA 9681
- "Papa's Side Of The Bed" / "You're All I Need To Get By" (1974) Polydor 14222